# Riddarhuset

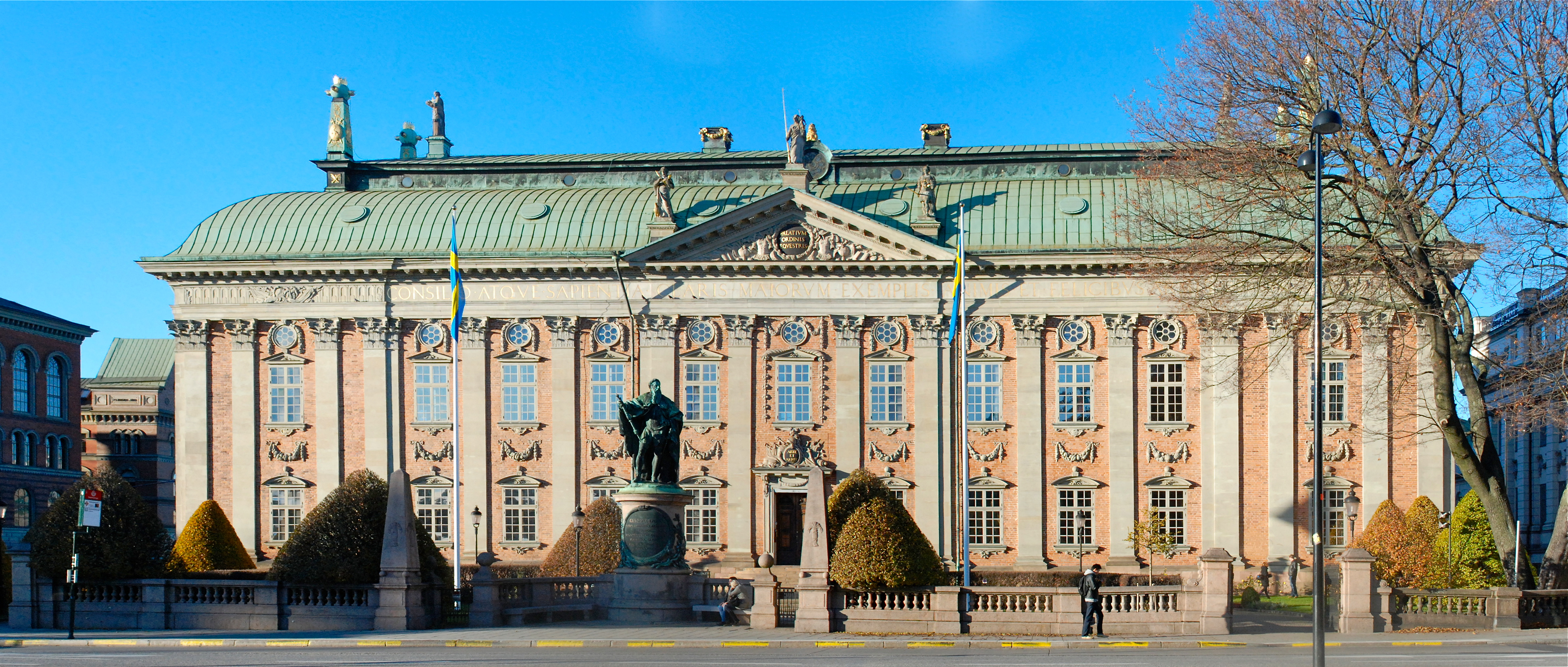
Riddarhuset met een standbeeld van Gustaaf I van Zweden

Riddarhuset (het Ridderhuis) was de vaste vergaderplaats van de Zweedse adel op Gamla Stan in Stockholm. Het gebouw werd tussen 1641 en 1647 gebouwd en was ontworpen door een Franse, Duitse en Nederlandse architect (Justus Vingboons). Het gebouw is een typisch voorbeeld van de Nederlandse barokstijl. Binnen zijn de muren bedekt met 2320 familiewapens van de Zweedse adel.
Het gebouw wordt vaak beschouwd als een van de mooiste van Stockholm. De roodbruine bakstenen muren met witte hoeken zouden voorbeeld zijn geweest voor de vele Scandinavische (houten) huizen met roodbruine muren witte accenten op de hoeken. 